# Тибо Годен
Тибо Годен (на латински: Teobaldus Geodinus) е двадесет и вторият, предпоследен, Велик магистър на Ордена на тамплиерите в течение на поне една година в края на XIII век. Наричан е Годен Монаха заради религиозността си.

## Биография
Роден е около 1229 година. Първоначално е командор на Йерусалим, а след падането на Акра и смъртта на предшественика му е избран за Велик магистър на ордена. След падането и на последните две крепости – Тортоса и Шато Перелен, главната крепост (столицата) на тамплиерите е преместена в Кипър. Самият Тибо Години започва да организира завръщането на кръстоносците, пилигримите и тамплиерите от Светите земи в Европа.